# Rain Dances
Rain Dances – piąty album brytyjskiej grupy Camel wydany w 1977 roku. Został nagrany w innym składzie niż poprzednie. Basistę Douga Fergusona zastąpił były członek grupy Caravan – Richard Sinclair. W nagraniach uczestniczył również Mel Collins, dawniej grający z King Crimson.
Rain Dances przynosi bardziej jazzowy charakter niż poprzednie albumy. Stało się to zarówno dzięki obecności Sinclaira, jak i zmiany kierunku w jakim podążył Camel, czyli w stronę muzyki bardziej komercyjnej. Na płycie mniej niż w dotychczasowych nagraniach obecny jest flet Latimera. Podobnie zredukowano brzmienie organów Bardensa. Te dwa czynniki były do tej pory znakiem firmowym Camel.

## Lista utworów
| 1. | "First Light" (Bardens, Latimer)                                                        | 5:01  |
|    |                                                                                         |       |
| 2. | "Metrognome" (Bardens, Latimer)                                                         | 4:15  |
|    |                                                                                         |       |
| 3. | "Tell Me" (Bardens, Latimer)                                                            | 4:06  |
|    |                                                                                         |       |
| 4. | "Highways of the Sun" (Bardens, Latimer)                                                | 4:29  |
|    |                                                                                         |       |
| 5. | "Unevensong" (Bardens, Latimer, Ward)                                                   | 5:33  |
|    |                                                                                         |       |
| 6. | "One of These Days I'll Get an Early Night" (Bardens, Collins, Latimer, Sinclair, Ward) | 5:53  |
|    |                                                                                         |       |
| 7. | "Elke" (Latimer)                                                                        | 4:26  |
|    |                                                                                         |       |
| 8. | "Skylines" (Bardens, Latimer, Ward)                                                     | 4:24  |
|    |                                                                                         |       |
| 9. | "Rain Dances" (Bardens, Latimer)                                                        | 2:53  |
|    |                                                                                         |       |
|    |                                                                                         | 41:00 |
|    |                                                                                         |       |

### Utwór bonusowy
Utwór bonusowy zawarty na zremasterowanej wersji CD.
1. "Highways of the Sun" (Bardens, Latimer) – 3:57 (wersja singlowa)

## Muzycy
Opracowano na podstawie materiału źródłowego.
- Andrew Latimer – gitara, flet, śpiew
- Peter Bardens – instrumenty klawiszowe
- Andy Ward – instrumenty perkusyjne
- Richard Sinclair – gitara basowa, śpiew
- Mel Collins – saksofon

oraz
- Martin Drover – trąbka, skrzydłówka
- Malcolm Griffiths – puzon
- Brian Eno – instrumenty klawiszowe
- Fiona Hibbert – harfa

## Wydania
- 1977, GBR, Decca Records, wrzesień 1977, LP
- 1991, GBR/GER, Deram Records, 26 sierpnia 1991, CD (wznowienie)
- 2004, GBR, Londyn 8207252, 2 lutego 2004, CD (Wznowienie wersja zremasterowana)